# Krwawa droga do śmierci
Krwawa droga do śmierci (dun. Glemt af Gud) – powieść wojenna duńskiego pisarza Svena Hassela z 1977. Polskie wydanie książki ukazało się w 2006 w tłumaczeniu Igora Murawskiego.

## Treść

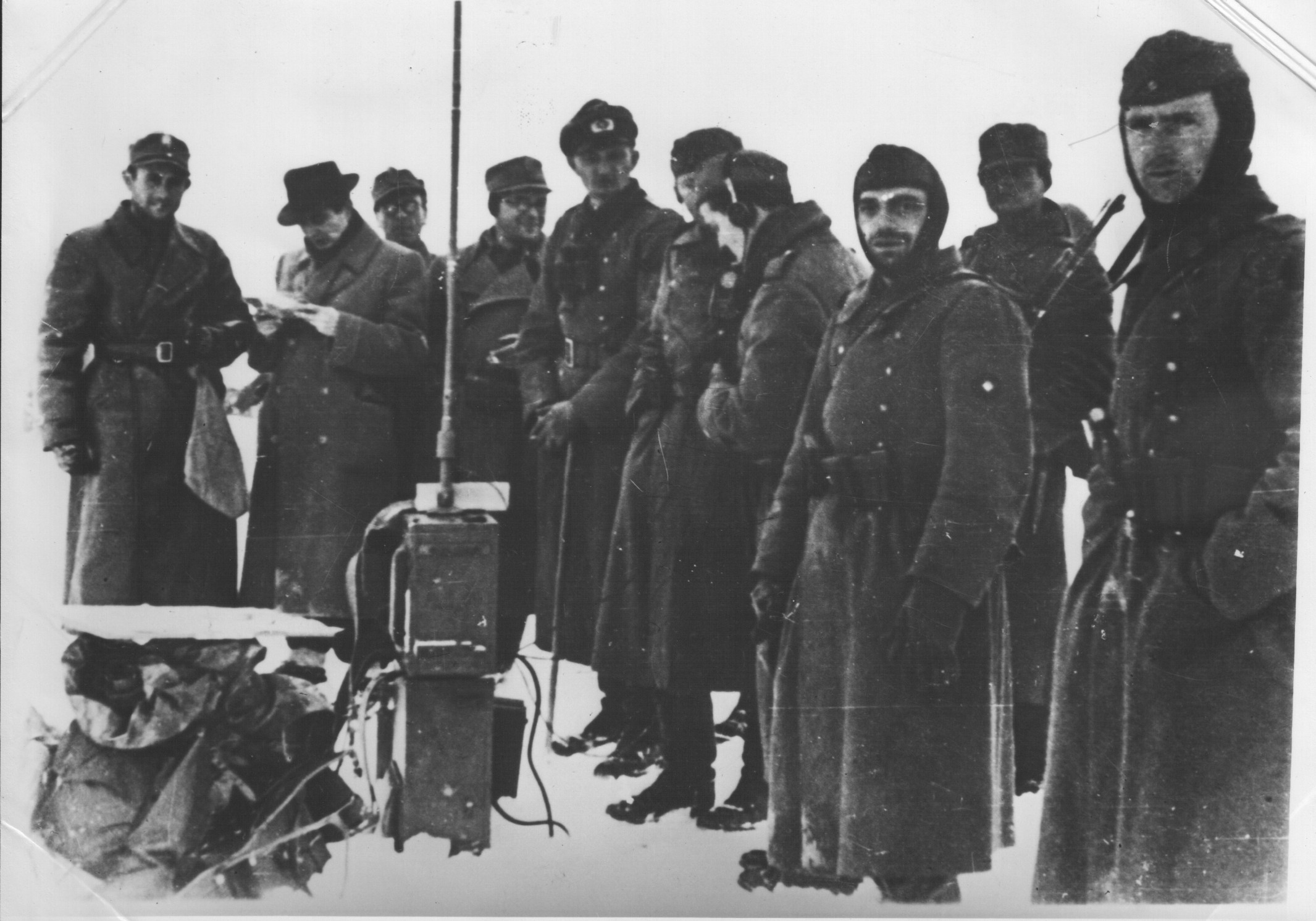
Niemcy na Bałkanach w 1942

Jest jedenastą częścią wojennej serii, opartej w dużym stopniu na osobistych przeżyciach autora z okresu służby na prawie wszystkich frontach II wojny światowej, w tym w jednostkach karnych Wehrmachtu. Bohaterami są członkowie 27. Pułku Pancernego (który w rzeczywistości nigdy nie istniał): Sven (autor, narrator wszystkich powieści Hassela), Joseph Porta (humorystyczny gawędziarz, pochodzący z Berlina), Wolfgang Creutzfeld – Mały (olbrzym z nadanym ironicznie przezwiskiem, hamburczyk), Willie Beier – Stary (doświadczony starszy sierżant), Alfred Kalb – Legionista (były żołnierz Legii Cudzoziemskiej), Julius Heide (doświadczony żołnierz, zatwardziały nazista), Peter Blom – Barcelona (weteran wojny domowej w Hiszpanii) i inni. Ich losy autor przedstawił na różnych frontach II wojny światowej koncentrując się na brutalności i bezsensowności wojny oraz roli pojedynczego żołnierza w konflikcie. Najważniejszym wątkiem tej części są losy bohaterów na Bałkanach oraz froncie wschodnim. Obszerna część powieści to długa podróż Porty i Małego przez Bałkany. Eskortowali oni zdegradowanego feldfebla Carla Schmidta z okolic Koryntu do więzienia w Germersheim (Niemcy), gdzie miał zostać stracony za odmowę wykonania rozkazu strzelania do ludności cywilnej (ironiczne jest stwierdzenie Porty: Uwięziony z niedokonanie morderstwa). Podczas podróży żołnierze zaprzyjaźniają się, opóźniając chwilę dostarczenia Carla do Germersheim. Odwiedzają restauracje, bary i domy publiczne, trafiając m.in. do Budapesztu, Belgradu, Kukësu w Albanii, na bułgarską prowincję i do Wiednia. W wielu miejscach wszczynają awantury i bójki. Druga obszerna część powieści dotyczy losów całej gruby bohaterów na froncie wschodnim, gdzie wykonują trudne zadania na tyłach Armii Czerwonej, a towarzyszy im zdobyty na Rosjanach niedźwiedź Rasputin, nienawidzący radzieckich żołnierzy i z radością ich rozszarpujący. Organizują też specjalną, trudną akcję wzięcia żywcem do niewoli wojenkoma Oltyna, odpowiedzialnego za torturowanie niemieckich żołnierzy (rejon Olszan).